# Ernst Berger (Maler, 1882)
Christian Wilhelm Ernst Berger (* 24. April 1882 in Dresden; † 22. Juni 1970 in Hilbersdorf) war ein deutscher Kunstmaler und Zeichner. Er lebte ab 1919 als freischaffender Künstler in Sohra und schuf neben Landschaftsbildern auch viele Porträtzeichnungen erzgebirgischer Menschen.

## Leben

### Kindheit und Jugend
Christian Wilhelm Ernst Berger wurde als zweiter Sohn des Handelsschullehrers August Theodor Johannes Berger und dessen Ehefrau Emma Wilhelmine (Minna) Elisabeth, geb. Schreib, in Dresden geboren. Er hatte zwei Brüder und drei Schwestern. Er wuchs in einer musikalischen Familie auf, lernte Geige, musizierte mit dem Vater und den Geschwistern oder mit Freunden. Schon als Kind und Jugendlicher zeichnete er gern.

### Studium, Wehrdienst, Zwischenkriegszeit
Nach der Schulausbildung an einem Gymnasium in Dresden begann er um 1900 sein Studium in „Grafik und Landschaftsmalerei“ an der Dresdner Kunstakademie. Berger war Meisterschüler von Eugen Bracht.
Um 1910 erhielt er für seine außergewöhnlichen Leistungen den „Rom-Preis“ der Kunstakademie Dresden. Berger unternahm die Romreise gemeinsam mit seinem Freund und Mitstudenten Jakob Weinheimer aus Dresden-Langebrück. Sie nutzten die Zeit zu Studien- und Arbeitszwecken. Die dortige Landschaft inspirierte sie zu neuen künstlerischen Ausdrucksformen.
Im Ersten Weltkrieg wurde Berger zum Wehrdienst eingezogen. Er war in den Karpaten und in Frankreich stationiert. Im Feld wurde ihm das Zeichnen von Feldpostkarten übertragen, die die Soldaten kaufen und nach Hause schicken konnten. Er zeichnete beispielsweise Landschaften aus der Gegend um die Lorettohöhe in Nordfrankreich, aber keine Kriegshandlungen. Die skizzenhaften Zeichnungen wurden gedruckt und in Postkartenformat in Heftchen à 10 Stück zum Kauf angeboten. Er fertigte auch Porträts von Soldaten in Postkartenformat an.
1919 kaufte er ein Haus in Sohra, das die Familie schon vor dem Krieg als Ferienwohnung genutzt hatte. Den Kaufpreis finanzierte er teilweise durch Verkauf eines Bildes.
Am 8. Mai 1920 heiratete Berger die Kontoristin Anna Bertha Gutte (* 5. November 1894 in Langebrück bei Dresden). Die  beiden Töchter wurden 1921 und 1925 in Sohra geboren. Seit der Geburt seiner Kinder führte Berger ein Tagebuch, worin jeder Tag und jede Begebenheit akribisch festgehalten wurde. Diese Tagebücher sind nicht erhalten. 1931 befreundete er sich mit dem Kleinbobritzscher Lehrer Friedrich Hermel und übernahm 1933 das Patenamt bei dessen Tochter Christine.

### In der Zeit des Nationalsozialismus
Der Reichskammer der bildenden Künste trat Berger nicht bei und hatte infolgedessen während der NS-Zeit keine geregelte Arbeit. 1939 musste er mit 57 Jahren Kriegsdienst leisten, indem er in Pretzschendorf zum Planieren des Flugplatzes eingesetzt wurde.
Die Zeit von 1937 bis 1939 war geprägt durch Anna Bergers Erkrankung. Sie wurde bettlägerig, und Berger kümmerte sich um sie. In einem Pflegeheim in Hilbersdorf starb sie am 1. April 1939 im Alter von 45 Jahren. Anna Berger wurde auf dem Friedhof in Oberbobritzsch bestattet.

### Nachkriegszeit
1960 verkaufte  Berger sein Haus, behielt aber ein Wohnrecht auf Lebenszeit, 1968 wurde er in das Pflegeheim Hilbersdorf eingewiesen, wo er 1970 verstarb. Seine letzte Ruhestätte fand er auf dem Friedhof in Oberbobritzsch. Nach Ablauf der offiziellen „Liegezeit“ wurde diese für das Grab als „Kulturdenkmal“ von der Gemeinde Bobritzsch immer wieder verlängert.

## Werk
Das Atelier befand sich im ehemaligen „Heusack“ des Hauses. Dieser Raum wurde so umgebaut, dass ihm darin auch „Oberlicht“ zur Verfügung stand. Den Lebensunterhalt für die Familie finanzierte er vor allem durch Auftragsmalerei und auch durch andere Gelegenheitsarbeiten.
Auftraggeber seiner Bilder waren z. B. der Schauspieler Viktor de Kowa, der eine Elfenbeinminiatur bei ihm bestellte, auf der seine damalige Verlobte, die österreichische Schauspielerin Luise Ullrich, abgebildet war. Weitere Aufträge erhielt er von Dresdner Bürgern oder von Leuten aus dem Umkreis der Stadt, die Gemälde ihrer Höfe und Häuser und auch Porträts von sich oder Angehörigen anfertigen ließen.
Für das Kreiskulturhaus Freiberg „Tivoli“ fertigte er ein Gemälde mit dem Titel Bleierzgruben; er illustrierte Bücher (darunter ein Lesebuch für das 6. Schuljahr und eine zweibändige Mörike-Ausgabe) und schuf Wandmalereien für ein Elektrizitätswerk. Auch illustrierte er Drucksachen lokaler Vereine. Eine Vielzahl von Gebrauchsgrafiken sind von ihm überliefert.
Die Städtische Galerie Dresden verfügt über 70 gelistete Kunstwerke Bergers. Das Stadt- und Bergbaumuseum Freiberg verfügt ebenfalls über ein Verzeichnis der dort vorhandenen 40 Kunstwerke Bergers.

## Werke (Auswahl)
- Träumendes Kind, 1901, Sammlung Friedrich Hermel (zum Geburtstag seines Patenkindes Christine Hermel 1939, online)
- Boas erblickt Ruth auf dem Felde, 1913; abgedruckt in: Der Tag. Illustrierte Unterhaltungs-Beilage Nr. 46/1913 vom 23. Februar 1913 (online).
- Zeltlager (deutsches) Sokolow, 1915, Sammlung Friedrich Hermel (Postkartenmotiv im letzten Brief an seinen „Geistesfreund“ Friedrich Hermel 1967, online)
- Zerschossene Zille auf dem Aisne-Kanal, 1915, Sammlung Friedrich Hermel (Postkartenmotiv im letzten Brief an seinen „Geistesfreund“ Friedrich Hermel 1967, online).
- Radierung und Illustrationen. In: Eduard Mörike: Sämtliche Werke in zwei Bänden. Hrsg. Josef Müller. Dresdner Verlagsbuchhandlung, Dresden o. J. (um 1920).
- Weißhaariger, bärtiger Männerkopf, vor 1922, Staatliche Kunstsammlungen Dresden (SKD), Online Collection
- Illustrationen. In: Für Geist und Herz. Lesebuch für unsere Jugend. Herausgegeben von Lehrern des Vogtlandes, 4. Stufe, 6. Schuljahr. Verlag der Dürr’schen Buchhandlung Leipzig 1926.
- Federzeichnungen. In: Justinus Kerner: Das Bilderbuch aus meiner Knabenzeit. Erinnerungen aus den Jahren 1786–1804. Schaffstein, Köln 1927.
- Selbstporträt, 1935, Sammlung Friedrich Hermel (zur Konfirmation seines Patenkindes Christine Hermel am 30. März 1947, online)
- Porträt Friedrich Hermel, 1942, Sammlung Friedrich Hermel (Webseite Peter Godzik)
- Porträt Margarete Neubert, 1942, Sammlung Friedrich Hermel (Webseite Peter Godzik)
- Paar im Grünen, Ölgemälde 1942, Sammlung Friedrich Hermel (Webseite Peter Godzik)
- Entwurf des Stempels von Sohra, 1947, Stadtmuseum Dresden.
- Arbeiterfrauengruppe, Gemälde 1949, Museen der Stadt Dresden, Sammlungen Online.
- Selbstporträt, 1957, Stadtmuseum Dresden
- Blick ins Schlaraffenland, Entwurf, 1959, Sammlung Friedrich Hermel (Illustration auf einer Postkarte an Renate Hermel, online)
- Rotkäppchen, 1960, Sammlung Friedrich Hermel (Neujahrsgruß von „Onkel Ernst“ an Eva Hermel, online)

## Auszeichnungen
- vor 1910: Großer Staatspreis, Königreich Sachsen[10]
- um 1910: Hugo-Göpfert-Preis (Rom-Preis), Kunstakademie Dresden[10]

## Ausstellungen
- 1913: Ausstellung der Brachtschüler im Berliner Künstlerhaus[2]
- 1926: Internationale Kunstausstellung Dresden[10] (Leitung: Hans Posse)
- 1943: Frühjahrsausstellung im Sächsischen Kunstverein, Dresden[11]
- 1946: Erste Ausstellung Erzgeb. Künstler im Stadt- und Bergbaumuseum Freiberg[12]
- 1947: Zweite Ausstellung Erzgeb. Künstler im Stadt- und Bergbaumuseum Freiberg[13]

posthum
- 1990/1991: Schule Oberbobritzsch[14]
- 2008: Schul- und Heimatfest Sohra[14]

## Ausstellungskataloge
- Kulturbund zur demokratischen Erneuerung Deutschlands, Kreis Freiberg / Rat der Stadt Freiberg, Amt für Volksbildung: 1. Ausstellung Erzgeb. Künstler 1946 in Freiberg (Sachsen). Malerei – Graphik – Plastik. 23. Juni bis 31. August 1946 im Stadt- und Bergbau-Museum. C. C. Berge, Freiberg (Sa.) 1946 (Ausstellungskatalog online).
- Rat der Stadt Freiberg, Amt für Volksbildung / Kulturbund zur demokratischen Erneuerung Deutschlands, Kreis Freiberg: 2. Ausstellung Erzgebirgischer Künstler 1947, Freiberg in Sachsen. Malerei – Graphik – Plastik. 7. Juni bis August 1947 im Stadt- und Bergbau-Museum. Sachsenverlag, Zweigwerk Freiberg Sachsen 1947.